# Valldeoriolf. Camps Vermells
Valldeoriolf. Camps Vermells, és una de les obres més conegudes de l’artista català Joan Abelló i Prat ja que, per una banda, aplega tots els estils i valors artístics del pintor, i a més, va ser escollida com imatge del seu museu en Mollet del Vallès, el Museu Abelló, on l’obra forma part de la seva col·lecció. La peça va ser realitzada a 1994.

## Descripció de l'obra
Abelló representa en aquesta obra, un paisatge del Vallès, concretament uns camps de Valldeoriolf. És una peça de gran cromatisme, de gran intensitat i de molta capa pictòrica, tal com és característic en les pintures d’Abelló i en el seu estil explosivista, basat en l’acció de llençar la pintura sobre el llenç, bé directament del tub, o també en proporcions adequades amb l'espàtula, de manera que en cada intervenció es produïa un xoc, una ‘explosió’ del pigment contra la tela. Es tracta d’una forma de pintar que, segons la temàtica representada, i en funció de la configuració de la paleta que Abelló escull a cada ocasió, permet descobrir diferents resultats i veure com varia en cada cas la utilització dels «gruixos» de pintura. En aquest sentit, aquesta peça és molt significativa, ja que es pot considerar pràcticament com el que Josep Fèlix Bentz considera “volums escultòrics”, que mostren un caràcter personal i diferencial que sap aconseguir només Abelló en unes obres amb una molt notable quantitat de massa pictòrica. A més, en aquesta composició destaca, també, la barreja de colors utilitzada, molt amplia i variada, i el vermell dels camps del primer terme, molt viu i saturat.
Al centre de la composició hi ha la representació una petita casa, l’únic element creat per l’home que es pot reconèixer en mig d’aquest mar de colors i pintura brillant que configura un paisatge molt dinàmic i vistos que, en la part superior, es tanca amb unes muntanyes i un cel amb núvols, en una zona amb un fort contrast cromàtic amb tonalitats molt més fredes.

## Estil
La peça es data, per tant, en la maduresa artística del pintor, en uns anys molt actius, participatius i plens de reconeixements. Concretament, l’any de la creació d’aquesta peça, el 1994, es van iniciar les obres del Museu Abelló a l’antiga caserna de la Guàrdia Civil de Mollet del Vallès. Es tracta d'una peça que representa tots els valors pictòrics i estilístics d'Abelló: l'explosivisme pur i la introducció de colo
rs molt vius en paisatges en els quals aquests poden quedar dissimulats, sobretot el vermell i el groc. Aquesta idea es veu reflectida en l'obra de tal manera que en el mateix moment de la inauguració va ser seleccionada com a imatge del museu i encara en l'actualitat és la peça més reproduïda en articles de botiga i del museu.

## Exposicions
- Joan Abelló i el paisatge, Museu Abelló, Mollet del Vallès, 26/01/2001 - 22/04/2001

- Abelló, un tast, Museu Abelló, 12/12/2012